# استارلی (خواننده)
استارلی هوپ (زاده ۳ اکتبر ۱۹۸۷) خواننده و ترانه‌سرای استرالیایی است. او بیشتر برای اولین تک آهنگش در سال ۲۰۱۶ به نام با من تماس بگیر شناخته شده‌است.
استارلی هوپ در سیدنی، نیو ساوت ولز، از پدری موریتیایی و مادری استرالیایی فیلیپینی و ژاپنی به دنیا آمد و بزرگ شد. او بعداً به لندن نقل مکان کرد تا حرفه موسیقی را دنبال کند.